# Lilli e il vagabondo (film 2019)
Lilli e il vagabondo (Lady and the Tramp) è un film del 2019 direct-to-streaming diretto da Charlie Bean e scritto da Andrew Bujalski e Kari Granlun.
Il film è un remake in live-action dell'omonimo film d'animazione del 1955, basato sulla storia della rivista Cosmopolitan di Happy Dan, the Cynical Dog di Ward Greene.
Le voci originali dei protagonisti sono di Tessa Thompson e Justin Theroux. È dedicato all'artista dello storyboard Chris Reccardi, morto a maggio 2019.
È stato distribuito il 12 novembre 2019 su Disney+ in Canada, Paesi Bassi e Stati Uniti. In Italia il film è stato pubblicato su Disney+ il 24 marzo 2020. È stato il primo film remake dei Classici Disney a non avere un'uscita nelle sale cinematografiche ma su una piattaforma di streaming on-demand. Ha ricevuto recensioni contrastanti da parte della critica, con lodi per le sue prestazioni e per il doppiaggio, ma critiche per i suoi effetti visivi, per la sceneggiatura e per il ritmo.

## Trama
Nel 1909 Gianni Caro regala a sua moglie Tesoro una femmina di Cocker Spaniel americano per Natale, la prende con sé e la chiama Lilli e diventa così il "centro del loro mondo". Quest'ultima cresce e diventa amica dei suoi vicini; un vecchio Bloodhound di nome Fido e una esuberante Terrier Scozzese di nome Jacqueline (Jackie).
Nel frattempo uno Schnauzer meticcio senzatetto noto come il "Vagabondo", trascorre le sue giornate per le strade in cerca di cibo e causando problemi all'accalappiacani Elliot, che vuole catturarlo a tutti i costi. Dopo aver liberato i suoi amici Bull e Gilda dal carro dell'uomo, finisce nel cortile di Lilli. La cagnolina trova Vagabondo e cerca di avvisare i padroni della sua presenza fino a quando quest'ultimo la avverte del bambino che Tesoro sta aspettando. Infatti Lilli non si capacita di come sia trascurata nell'ultimo periodo dai suoi padroni, al punto che il Vagabondo le dice che i suoi proprietari continueranno a ignorarla finché alla fine il bambino la sostituirà, ma lei si rifiuta di credergli. Fido e Jackie diffidano di Vagabondo perché è un "cane di strada" e così Lilli lo manda via. Ma prima di andarsene il Vagabondo la avverte dicendogli che "quando arriva un bambino, il cane deve andarsene". Gianni e Tesoro hanno una bambina di nome Lulu a cui dedicano tutto il loro tempo, trascurando così Lilli. Smettono persino di ascoltare i suoi avvertimenti su un topo che ha tormentato la casa e iniziano a lasciarla fuori, Lilli inizia a preoccuparsi del fatto che Vagabondo avesse ragione.
Un giorno Tesoro e Gianni Caro portano fuori Lulu e lasciano zia Sara amante dei gatti, a occuparsi di Lilli per loro anche se lei aveva sperato di occuparsi di Lulu. Ma i suoi gatti Devon rex iniziano a distruggere la casa, mentre Lilli tenta di fermarli. Zia Sara dando la colpa di tutto a Lilli la porta nel negozio di animali per metterle una museruola. Lilli scappa via, ma rimane intrappolata in un vicolo e viene minacciata da un brutale cane di strada. Fortunatamente, arriva Vagabondo e la salva, dopodiché Vagabondo aiuta Lilli a rimuovere la museruola con la statua di un castoro in un parco prima di scegliere di portarla a casa prendendo le "vie principali" in modo da evitare Elliot, dal momento che Lilli ha perso il suo collare. Durante la strada per tornare a casa i due si conoscono meglio, facendo una gita su un battello a vapore e andando a cenare da Tony, un ristorante italiano.
Successivamente Vagabondo mostra a Lilli la vista della città da una collina e qui gli rivela che anche lui in passato aveva dei proprietari, ma poi però lo hanno abbandonato una volta che hanno avuto un bambino. Poco dopo però vengono trovati da Elliot e vengono inseguiti alla stazione ferroviaria: quest'ultimo dice a Lilli di scappare, ma lei ritorna per aiutarlo e viene catturata. Rattristato, Vagabondo pensa che non ci sia niente che possa fare. Al canile Lilli incontra Gilda, Bull e altri cani che parlano tutti di Vagabondo e delle sue imprese. La mattina dopo Gianni e Tesoro recuperano Lilli, dopodiché cacciano via zia Sara e i suoi gatti per aver maltrattato Lilli e infine permettono a quest'ultima di legare con Lulu.
Qualche tempo dopo Vagabondo scopre che Gilda e Bull sono stati entrambi adottati, facendolo rimpiangere ulteriormente di aver lasciato Lilli. Va così a casa sua per scusarsi e anche se lei lo apprezza e lo ama ancora, non vuole lasciare di nuovo la sua famiglia. I due così si dicono così pacificamente i loro addii e Vagabondo se ne va proprio quando inizia una tempesta. Poco dopo però il topo ritorna e si intrufola nella stanza di Lulu. Lilli prova ad avvertire dell'intruso, ma viene chiusa in una stanza proprio mentre Elliot arriva per interrogare Gianni e Tesoro loro del Vagabondo. Lilli riesce a chiamare il randagio che si intrufola in casa e combatte contro il topo nella stanza di Lulu. Durante la lotta, Vagabondo riesce ad uccidere il topo, ma la culla di Lulu si rovescia e quest'ultima comincia a piangere. Vagabondo viene catturato da Gianni, Tesoro ed Elliot che credono che stesse attaccando Lulu invece del topo.
Proprio mentre Elliot porta via Vagabondo per essere soppresso, Lilli scopre il topo e lo mostra a Gianni e Tesoro facendogli capire che Vagabondo stava proteggendo la bambina. Subito dopo Lilli esce in strada e si mette ad inseguire il carro di Elliot insieme a Fido e Jackie, i tre cani raggiungono il carro e spaventano i cavalli, facendo crollare il carro. Lilli trova Vagabondo ferito e apparentemente morto per l'incidente, ma alla fine Vagabondo si sveglia e si riuniscono. Arrivano i Caro e decidono di adottare Vagabondo.
Il Natale successivo Vagabondo è stato completamente accettato nella sua nuova famiglia, che gli hanno donato un nuovo collare; nel frattempo la padrona di Jackie ha adottato due cuccioli dal canile. Lilli e Vagabondo invece trascorrono felicemente le vacanze natalizie con la loro famiglia, legata insieme per il resto della loro vita.

## Personaggi e interpreti
- Tesoro, interpretata da Kiersey Clemons e doppiata da Letizia Ciampa (dialoghi) e da Ilaria De Rosa (canto). La moglie di Gianni Caro e la padrona di Lilli.
- Gianni Caro, interpretato da Thomas Mann e doppiato da Emanuele Ruzza. Il marito di Tesoro e il padrone di Lilli.
- Zia Sara, interpretata da Yvette Nicole Brown e doppiata da Laura Romano. La zia di Tesoro.
- Elliot, interpretato da Adrian Martinez e doppiato da Luigi Ferraro. L'accalappiacani.
- Tony, interpretato da F. Murray Abraham e doppiato da Elio Zamuto (dialoghi) e da Giovanni Guarino (canto), Il proprietario di un ristorante visitato da Vagabondo, dove ottiene del cibo gratis.
- Joe, interpretato da Arturo Castro e doppiato da Gianfranco Miranda (dialoghi) e da Nicola Gargaglia (canto), Un cuoco che lavora per Tony.
- Dottore, interpretato da Ken Jeong e doppiato da Oreste Baldini. Un dottore senza nome che Gianni e Tesoro visitano.
- Proprietaria di Jackie, interpretata da Kate Kneeland.
- Proprietario di Fido, interpretato da Darryl W. Handy.
- Proprietario del negozio di animali, interpretato da Parvesh Cheena. Un proprietario senza nome di un negozio di animali che fornisce a zia Sara una museruola per Lilli.
- Lilli, interpretata da una cagnolina di nome Rose.
- Vagabondo, interpretato da un cane di nome Monte.

### Doppiatori
- Lilli, doppiata in originale da Tessa Thompson e in italiano da Letizia Scifoni. Una Cocker Spaniel.
- Biagio, doppiato in originale da Justin Theroux e in italiano da Simone D'Andrea. Uno Schnauzer meticcio.
- Fido, doppiato in originale da Sam Elliott e in italiano da Massimo Corvo. Un vecchio Bloodhound.
- Jackie (Jacqueline), doppiata in originale da Ashley Jensen e in italiano da Cristina Noci. Una Scottish terrier.[3]
- Gilda, doppiata in originale da Janelle Monáe e in italiano da Gemma Donati (dialoghi) e da Arisa (canto). Una Lhasa Apso che è amica del Vagabondo.
- Bull, doppiato in originale da Benedict Wong e in italiano da Carlo Cosolo. Un Bulldog che è amico del Vagabondo.
- Angel, doppiata in originale da Rowan Blanchard.
- Isaac, doppiato in originale da Clancy Brown. Un brutale cane di strada che attacca Lilli.
- Devon, doppiato in originale da Nate Wonder e in italiano da Luca Velletri. Un Devon Rex di zia Sara.
- Rex, doppiato in originale da Roman GianArthur e in italiano da Daniele Vit. Un Devon Rex di zia Sara.
- Chance, doppiato in originale da James Bentley.
- Dame, doppiata in originale da Jentel Hawkins.
- Dodge, doppiata in originale da Ara Storm O’Keefe.
- Ollie, doppiato in originale da Aemon Wolf O’Keefe.

## Produzione

### Sviluppo
L'8 febbraio 2018 fu annunciato che Walt Disney Pictures stava sviluppando un adattamento in live-action del film d'animazione Lilli e il vagabondo del 1955. Il film sarà un'esclusiva di Disney+, il servizio di streaming di Disney lanciato alla fine del 2019. Il 19 marzo 2018 è stato annunciato che il film sarebbe stato diretto da Charlie Bean e scritto da Andrew Bujalski con Brigham Taylor come produttore.
Il film è stato realizzato con un budget di circa 60 milioni di dollari.

### Cast
Nel luglio 2018 è stato annunciato che Ashley Jensen, Justin Theroux e Sam Elliott saranno rispettivamente i doppiatori di Jock, Vagabondo e Trusty. Inoltre, è stato comunicato che Kiersey Clemons era in trattative per interpretare Tesoro, la proprietaria di Lilli. Nell'agosto 2018 è stato comunicato che Tessa Thompson e Benedict Wong saranno rispettivamente i doppiatori di Lilli e Bull, e che Thomas Mann era stato scelto per il ruolo di Gianni Caro. Nel settembre 2018 è stato annunciato che Yvette Nicole Brown e Adrian Martinez erano stati scelti per interpretare rispettivamente zia Sarah e l'accalappiacani Elliot. Nell'ottobre 2018 è stato annunciato che Arturo Castro avrebbe interpretato Marco e Janelle Monáe nel ruolo di Peg.
La produzione ha utilizzato veri cani per interpretare i protagonisti, con un cane di nome Rose che interpretava Lilli nel film. Circa tre mesi prima dell'inizio delle riprese, gli animali hanno iniziato la loro formazione per il film. Vagabondo è interpretato dal cane Monte, un cane da salvataggio, mentre Jackie è stato ribattezzato Jock poco prima dell'inizio delle riprese.

### Riprese
Il doppiaggio per il film inizia a luglio 2018 con alcune riprese in live-action girate dal 10 settembre 2018 al 18 novembre 2018 a Savannah, in Georgia. Le location dovevano includere Johnson Square, Wright Square e la Cattedrale di St. John di Baptist. Le riprese su un palcoscenico al coperto hanno avuto luogo fino a dicembre 2018.

## Colonna sonora
Il film ha presentato una nuova versione di The Siamese Cat Song, interpretata da Janelle Monáe. La canzone è stata riscritta da Nate "Rocket" Wonder, Roman GianArthur e Monáe, sia per le sue connotazioni razziste percepite ai giorni nostri sia per adattarsi alle rappresentazioni dei personaggi nel film. Alla fine la canzone è stata riscritta come una canzone blues intitolata What a Shame. Monáe ha anche eseguito due nuove canzoni per il film. Il 23 agosto 2019 è stato comunicato che Joseph Trapanese stava componendo la colonna sonora del film. La colonna sonora, con le tracce di Trapanse, nonché le canzoni del film originale interpretate dal cast del remake, è uscita il 12 novembre 2019.

### Tracce
Testi e musiche di Joseph Trapanese, tranne dove indicato.
1. Main Title (Bella Notte)/Peace on Earth – 2:23 (testo: Sonny Burke e Peggy Lee – musica: Lilli e il vagabondo Studio Choir and Donald Novis)
2. Welcome to the Family – 2:58
3. Another Perfect Day (La La Lu) – 1:06
4. The Tramp – 3:02
5. Busting Peg and Bull – 3:33
6. Tramp Comes to Town – 3:08
7. La La Lu – 1:19 (testo: Sonny Burke e Peggy Lee – musica: Kiersey Clemons)
8. Baby Moves In – 1:27
9. Auntie Arrives – 1:43
10. What a Shame – 2:27 (testo: Nate "Rocket" Wonder, Roman GianArthur e Janelle Monáe – musica: Nate "Rocket" Wonder e Roman GianArthur)
11. Muzzled – 4:24
12. Scenic Route – 2:41
13. Getting on the Boat – 1:54
14. Carriage Ride – 2:17
15. Tony and Joe – 2:29
16. Bella Notte – 2:50 (testo: Sonny Burke e Peggy Lee – musica: F. Murray Abraham e Arturo Castro)
17. A Home – 3:09
18. Left Behind – 1:52
19. Dog Catcher Chase – 3:38
20. Lady at Pound – 1:53
21. He's a Tramp (2019) – 1:34 (testo: Sonny Burke, Peggy Lee e Janelle Monáe – musica: Janelle Monáe)
22. The One Way Door – 1:34
23. They Came Back – 1:28
24. Lady Meets Lulu – 1:11
25. Howling at the Moon – 1:03
26. I Missed You – 4:43
27. Rat – 6:10
28. Caught – 1:36
29. Carriage Chase – 5:19
30. He Has a Home – 4:39
31. Peace on Earth – 2:20 (testo: Sonny Burke e Peggy Lee – musica: Kiersey Clemons)
32. That's Enough – 2:10 (testo: Nate "Rocket" Wonder e Roman GianArthur – musica: Janelle Monáe)

Durata totale: 84:00

## Promozione
Il 24 agosto 2019 è uscito un primo trailer. Il 14 ottobre 2019, è uscito un secondo trailer con nuovi filmati e la canzone He's a Tramp. Il 6 novembre 2019 è stata uscita una featurette che presentava ciascuno dei cani scelti per interpretare i personaggi principali e il modo in cui sono stati tutti salvati da rifugi per animali e case adottive. Il primo trailer in italiano (lingua originale con sottotitoli in italiano) è stato pubblicato il 5 febbraio 2020, il secondo in italiano il 24 marzo 2020.

## Distribuzione
Il film è stato pubblicato il 12 novembre 2019 esclusivamente come contenuto originale di Disney+. In Italia è stato pubblicato il 24 marzo 2020, data di uscita italiana di Disney+.

## Accoglienza

### Critica
Sul sito web aggregatore di recensioni Rotten Tomatoes, il film detiene una valutazione di approvazione del 66% con una valutazione media di 6,87/10, basata su 71 recensioni. Il consenso del sito recita: "I simpatici cani e il bel cast di Lilli e il vagabondo funzionano abbastanza bene, ma l'aggiornamento live-action manca di un po' della magia che ha reso un film del 1955 originale così piacevole." Metacritic ha assegnato al film un punteggio ponderato di 48 su 100 sulla base di 13 critiche, che indicando "recensioni contrastanti o medie".
In una recensione mista, Michael Phillips del Chicago Tribune ha scritto: "Il peggio di questa nuova Lilli e il vagabondo arriva quando la sceneggiatura arranca con fatica sul comico, seguito da infelici toni cupi".

## Riconoscimenti
- 2020 – Imagen Foundation Awards
  - Candidato per Miglior attore - lungometraggio Adrian Martineza
- 2020 – Motion Picture Sound Editors
  - Candidato per Migliori risultati nel montaggio del suono: effetti sonori, rumorista, musica, dialoghi e ADR per i media televisivi di lungometraggi non teatrali a Andrew DeCristofaro, Darren 'Sunny' Warkentin, David Esparza, Kelly Oxford, Michael Payne, Matthew Wilson, David Stanke, Geordy Sincavage, Alexander Jongbloed, Tara Blume, Monique Reymond, Vincent Guisetti, Bryan Lawson e Erica Weis
- 2020 – MovieGuide Awards
  - candidato per il Premio Genesis
- 29 gennaio 2020 – Visual Effects Society[32]
  - Candidato per Migliori effetti visivi in un episodio fotorealistico a Robert Weaver, Christopher Raimo, Arslan Elver, Michael Cozens e Bruno Van Zeebroeck
  - Candidato per Miglior personaggio animato in un episodio o in un progetto in tempo reale a Thiago Martins, Arslan Elver, Stanislas Paillereau e Martine Chartrand (per Vagabondo)

## Romanzo
Un romanzo tie-in del film scritto da Elizabeth Rudnick è stato pubblicato da Disney Publishing Worldwide il 28 gennaio 2020.